# Paradoxa d'Arrow
En teoria de la decisió, la paradoxa d'Arrow o teorema d'impossibilitat d'Arrow estableix que quan els votants tenen tres o més alternatives, no és possible dissenyar un sistema de votació que permeta reflectir les preferències dels individus en una de global comunitària de manera que alhora es complisquen certs criteris «racionals»:
- Absència d'un «dictador», és a dir, d'una persona que tinga el poder per canviar les preferències del grup.
- Òptim de Pareto.
- Independència d'alternatives irrellevants.

Aquest teorema el donà a conéixer i el demostrà per primera vegada el Premi Nobel d'Economia Kenneth Arrow en la seua tesi doctoral Social choice and individual values, i es popularitzà pel seu llibre del mateix nom editat al 1951. L'article original, «A Difficulty in the Concept of Social Welfare», el publicà The Journal of Political Economy en l'agost del 1950.

## Descripció del teorema
En el camp microeconòmic s'estudia el capteniment dels agents econòmics individuals considerant-los racionals. Per racionalitat s'entén que les preferències dels agents són transitives, completes i reflexives.
Podem dir que les preferències són transitives quan, si la situació {\displaystyle A} és preferida a la situació {\displaystyle B}, i la situació {\displaystyle B} és preferida a la {\displaystyle C}, llavors la situació {\displaystyle A} és preferida a la {\displaystyle C}; aquesta característica de la relació de preferència permet d'establir un ordre preferencial en les alternatives presentades.
El problema es planteja quan passem del nivell de preferències individuals a preferències o decisions socials, és a dir, quan intentem construir una regla que permeta establir un ordre entre les diverses alternatives, no ja a nivell individual, sinó social. En aquest cas, es poden donar relacions circulars en què desapareix la transitivitat de la relació de preferència (intransitivitat).
Un cas d'intransitivitat es dona quan un conjunt de tres votants tria entre tres alternatives, utilitzant l'elecció per majoria simple com a mètode de votació. El votant {\displaystyle A} prefereix l'opció {\displaystyle X} sobre la {\displaystyle Y} i {\displaystyle Y} sobre {\displaystyle Z}; el votant {\displaystyle B} prefereix {\displaystyle Y} sobre {\displaystyle Z} i {\displaystyle Z} sobre {\displaystyle X}; el votant {\displaystyle C} prefereix {\displaystyle Z} sobre {\displaystyle X} i {\displaystyle X} sobre {\displaystyle Y}. En aquesta situació, ¿quina és l'escala de preferència del conjunt? És un exemple del que es coneix com a paradoxa de Condorcet.
En aquest supòsit, els ordres de preferències individuals són:
A) {\displaystyle X>Y;Y>Z;X>Z} (per transitivitat)
B) {\displaystyle Y>Z;Z>X;Y>X} (per transitivitat) 
C) {\displaystyle Z>X;X>Y;Z>Y} (per transitivitat)
Així, mitjançant la regla de la majoria, tindríem les aquestes preferències del conjunt:
1) {\displaystyle X>Y} (votants {\displaystyle A} i {\displaystyle C})
2) {\displaystyle Y>Z} (votants {\displaystyle A} i {\displaystyle B})
3) {\displaystyle Z>X} (votants {\displaystyle B} i {\displaystyle C})
Per regla de transitivitat, però, també tenim {\displaystyle X>Z}, i això ens duu a una situació contradictòria.
La pregunta que es formula la teoria de l'«elecció social» és: amb quines condicions és possible que les preferències d'un conjunt d'individus siguen racionals (reflexives, transitives i completes), alhora que satisfan certes condicions axiològiques?
¿És possible una funció que ajunte totes les preferències individuals i complisca un mínim de condicions considerades democràtiques? Arrow condiciona la regla d'agregació no sols a criteris racionals (transitivitat, completesa, reflexivitat), sinó també a dos criteris que denominarem «democràtics»: el principi de no-dictadura (no hi ha individus que determinen l'ordenació de les preferències socials amb independència de les preferències de la resta) i el principi de no-imposició (l'ordenació de les preferències socials depén de les ordenacions individuals i no s'imposa per altres criteris, com poden ser la tradició o l'atzar).
El resultat del teorema d'Arrow afirma que no hi ha cap regla d'agregació de preferències que tinga tals propietats normatives desitjables (que l'agregació resulte en preferències racionals, que la regla i els resultats siguen vàlids per a qualsevol configuració de preferències, que no vagen contra la unanimitat i que la preferència social entre dues alternatives siga independent de l'existència o no de terceres alternatives), tret que les preferències siguen el fidel reflex de les preferències d'algun individu, denominat «dictador».

## Enunciat simplificat del teorema
El teorema d'impossibilitat d'Arrow estableix que una societat necessita acordar un ordre de preferència entre diferents opcions o situacions socials. Cada individu té el seu ordre de preferència personal i el problema és trobar un mecanisme general (una regla d'elecció social) que transforme el conjunt dels ordres de preferència individuals en un ordre de preferència per a tota la societat, que satisfaça diferents propietats desitjables:
- Domini no restringit o universalitat: la regla d'elecció social hauria de crear un ordre complet per a cada possible conjunt d'ordres de preferència individuals (el resultat del vot hauria de poder ordenar entre si totes les preferències i el mecanisme de votació hauria de poder processar tots els conjunts possibles de preferències dels votants)
- No imposició o criteri de Pareto feble: si A resulta socialment preferit a B, ha d'existir almenys un individu per a qui A sigui preferit a B. Això implica que la regla no vaja contra el criteri d'unanimitat.
- Absència de dictadura: la regla d'elecció social no hauria de limitar-se a seguir l'ordre de preferència d'un únic individu i ignorar-ne els altres.
- Associació positiva dels valors individuals i socials o monotonia: si un individu modifica el seu ordre de preferència en promoure una certa opció, l'ordre de preferència de la societat ha de respondre promovent aquesta mateixa opció o, a tot estirar, sense canviar-la, però mai degradant-la.
- Independència de les alternatives irrellevants: si restringim l'atenció a un subconjunt d'opcions i apliquem la regla d'elecció social només a aquestes, el resultat hauria de ser compatible amb el corresponent al conjunt d'opcions complet. Els canvis en la forma que un individu ordene les alternatives «irrellevants» (això és, les que no pertanyen al subconjunt) no hauria de tenir efecte en l'ordenament que faça la societat del subconjunt «rellevant».

El teorema d'Arrow afirma que si el cos que pren les decisions té com a mínim dos integrants i tres opcions entre les quals ha de triar, llavors no es pot dissenyar una regla d'elecció social que satisfaça alhora totes aquestes condicions. Formalment, el conjunt de regles de decisió que satisfan els criteris requerits resulta buit.

## Demostració
Per demostrar-ho, prenem com a certs els axiomes i comprovarem que hi ha un votant decisiu, que és un dictador (contradicció amb l'axioma 3). Comencem amb una definició.
Un conjunt {\displaystyle V} de votants s'anomena decisiu per a l'alternativa {\displaystyle x} contra {\displaystyle y} si {\displaystyle x} es tria sempre que qualsevol votant de {\displaystyle V} preferisca {\displaystyle x} a {\displaystyle y}.
Demostració: pas I {(hi ha un votant decisiu)}. Per a cada parell d'alternatives, hi ha almenys un conjunt no buit decisiu, el conjunt de tots els votants. Entre tots aquests conjunts agafem el conjunt mínim: V. Si aquest conjunt té un únic votant, llavors aquest és el votant decisiu. Vegem el cas que té dos votants com a mínim. V*  és el conjunt contingut en V i format per un únic votant, i siga {\displaystyle {\hat {V}}=V-V^{*}}. Siga {\displaystyle V'=V^{c}}. Veurem que V*  és decisiu per a qualsevol elecció, i arribem així a la contradicció amb el fet que V era mínim. Siga V decisiu per a x o y, i siga z qualsevol altra alternativa, suposem que V*  tria (xyz), {\displaystyle {\hat {V}}} vota (zxy) i tots en {\displaystyle V'} voten (yzx). Cal notar que tots en V prefereixen x a y i tots en {\displaystyle V'} y a x, llavors, com V era decisiu en l'elecció, la societat prefereix x en lloc de y. Ara bé, {\displaystyle {\hat {V}}} és menor que V, i no és decisiu per a res, en particular no és decisiu en l'elecció y o z, llavors la societat prefereix y a z. Usem la transitivitat, la societat prefereix x a y, però també y a z, llavors prefereix x a z. Però si veiem les votacions l'únic que ha votat x per sobre de z és V* , aleshores V*  és decisiu per a x o z; i ací tenim la contradicció que V era mínim.
Demostració: pas II (aquest votant decisiu és un dictador). {\displaystyle J} és un membre de la societat; diem que {\displaystyle a{\bar {D}}b} si {\displaystyle a} és preferit per la societat sempre que {\displaystyle J} preferisca {\displaystyle a} i sense importar la resta dels vots. I diem {\displaystyle aDb} si {\displaystyle a} és preferit per la societat si {\displaystyle J} prefereix {\displaystyle a} i la resta de la societat {\displaystyle b}. Veiem que {\displaystyle a{\bar {D}}b} és la condició de dictadura, mentre que {\displaystyle aDb} és la de ser decisiu.
Cal en aquest punt hem demostrar un lema que ens serà útil.
Lema: Suposem que tenim tres alternatives: {\displaystyle a,b,c}, llavors:
{\displaystyle aDb\Rightarrow a{\bar {D}}c}
i
{\displaystyle aDb\Rightarrow c{\bar {D}}b}
Demostració (del lema): Si té {\displaystyle J} aquesta prioritat, {\displaystyle abc}, i suposem que la resta prefereix {\displaystyle b} abans que {\displaystyle a} o {\displaystyle c}. Com {\displaystyle aDb}, llavors la societat prefereix {\displaystyle a} a {\displaystyle b}. Com tots els individus prefereixen {\displaystyle b} a {\displaystyle c} també la societat, per transitivitat, prefereix {\displaystyle a} a {\displaystyle c}. L'axioma 5 ens diu que sempre que {\displaystyle J} preferisca {\displaystyle a} a {\displaystyle c} també ho farà la societat. És a dir, {\displaystyle a{\bar {D}}c}. Per provar que {\displaystyle aDb\Rightarrow c{\bar {D}}b} suposem que {\displaystyle J} ordena les alternatives en ordre {\displaystyle cab} i tots els altres votants els ordenen {\displaystyle cba} o {\displaystyle bca}. Com tenim {\displaystyle aDb} la societat prefereix {\displaystyle a} en lloc de {\displaystyle b}. Per unanimitat la societat prefereix {\displaystyle c} a {\displaystyle a}. La transitividad ens dona que la societat prefereix {\displaystyle c} sobre {\displaystyle b}. I, per l'axioma 5 tenim que: {\displaystyle c{\bar {D}}b.\quad \blacksquare }
Podem continuar la prova.
Hem de veure que {\displaystyle a{\bar {D}}b} per a qualsevol parell d'alternatives.
{\displaystyle 1.x{\bar {D}}z\quad 2.z{\bar {D}}y\quad 3.x{\bar {D}}y\quad 4.y{\bar {D}}z\quad 5.z{\bar {D}}x\quad 6.y{\bar {D}}x}
La prova d'1 ve directament del lema {\displaystyle a=x,b=y} i {\displaystyle c=z}. De manera semblant tenim 2. Ara tenim: {\displaystyle a=x,b=z} i {\displaystyle c=y} ens donen 3 i 4. Les proves de 5 i 6 són similars.

## Interpretacions del teorema d'Arrow
El teorema d'Arrow sol expressar-se en llenguatge no matemàtic: «Cap sistema de vot és just». Aquesta frase, però, és incorrecta o, en el millor dels casos, imprecisa, perquè hi manca aclarir què s'entén per un mecanisme de vot just. Encara que el mateix Arrow empra el terme «just» per a referir-se als seus criteris, no és en absolut evident que siga així.
El criteri més controvertit és el d'independència de les alternatives irrellevants, perquè sembla excessivament «forta». I així, amb una definició més restringida d'«alternatives irrellevants» que excloga aquells candidats del conjunt de Smith, alguns mètodes de Condorcet satisfan les propietats d'Arrow.